# Tour de Pologne 2006/III etap
III etap 63. Tour de Pologne wystartował z Gdańska a zakończył się w Ostródzie. Najlepszym kolarzem na tym etapie okazał się Fabrizio Guidi, który założył żółtą koszulkę lidera wyścigu.